# 浙江时代院线
浙江时代院线 即 浙江省电影有限公司，是1950年1月成立的中央电影局华东影片经理公司杭州发行站。从公司成立至1993年的44年的时间中，公司的经营范围一直是单一的电影发行，之后走上了“以影为主，多种经营”多元化发展的道路。1999年8月，投资兴建了第一家影院——庆春电影大世界。目前已成为一家集影视制作、电影院线营运、影院连锁经营、文化创意生产等于一体的综合性文化产业公司。至2010年底，时代院线共有86家签约影院，407块银幕，座位63497个，票房收入占浙江市场份额的61%，占杭州市场份额的80%，院线综合实力名列全国前十强。

## 历史
1957年7月，更名为“浙江省电影发行放映公司”。1994年1月，以国有独资形式组建浙江省电影总公司。2006年10月，以国有资本90%、职工参股10%的形式登记注册为浙江省电影有限公司。
2003年6月，成立浙江时代电影大世界有限公司，组建了一条以“浙江时代”命名的跨省电影院线，经营省内外电影发行业务。2005年4月，成立杭州今古时代电影制作有限公司，从事影视制作业务。2010年10月，成立浙江时代金球影业投资有限公司，开发新一代高品质多厅影院。2010年11月，成立浙江新农村数字电影院线有限公司，进行农村数字电影的发行和放映业务。
公司地址位于杭州市文二西路683号西溪创意产业园西区17至19号。

## 旗下影城
杭州地区的时代院线影城有以下几家：
- 庆春电影大世界
- 翠苑电影大世界
- 奥斯卡电影大世界
- 近江电影大世界
- 众安电影大世界
- 华元电影大世界
- 恒隆电影大世界
- 杭州转塘时代电影大世界
- 杭州光影影院
- 杭州金象影城
- 杭州东漫影院
- 杭州时代联合影城
- 杭州和达时代电影大世界